# Liste der Abgeordneten zum Kärntner Landtag (30. Gesetzgebungsperiode)
- SPÖ: 11
- GRÜNE: 2
- ÖVP: 6
- BZÖ: 17

Diese Liste der Abgeordneten zum Kärntner Landtag (30. Gesetzgebungsperiode) (Stand: 17. August 2012) listet alle ehemaligen und aktiven Abgeordneten zum Kärntner Landtag in der 30. Gesetzgebungsperiode (von 2009 bis 2013) auf. Die konstituierende Sitzung des Landtags fand am 31. März 2009 statt. In dieser Sitzung wurden nach der Angelobung der Landtagsabgeordneten die Mitglieder der Kärntner Landesregierung Dörfler II gewählt. Einige zuvor als Landtagsabgeordnete angelobte Regierungsmitglieder verzichteten in der Folge auf ihre Landtagsmandate und waren nur kurze Zeit während der Sitzung Abgeordnete zum Landtag.
Nach der Landtagswahl in Kärnten 2009 entfielen von den 36 Mandaten 17 auf das Bündnis Zukunft Österreich (BZÖ), 11 auf die Sozialdemokratische Partei Österreichs (SPÖ), 6 auf die Österreichische Volkspartei (ÖVP) und 2 auf Die Grünen – Die grüne Alternative (GRÜNE). Durch die geringe Mandatszahl erhielten die Grünen keinen Klubstatus. Sie bilden nach der Geschäftsordnung eine Interessensgemeinschaft unter dem Namen „Interessengemeinschaft Die Grünen (IG Die Grünen im Landtag)“.
Gegenüber dem Kärntner Landtag in der 29. Gesetzgebungsperiode wurden 12 neue Abgeordnete im Landtag angelobt. Innerhalb des BZÖ zogen sechs neue Abgeordnete in den Landtag ein, für die SPÖ und die ÖVP zogen jeweils drei neue Abgeordnete in den Landtag ein. Die Grüne Fraktion blieb hingegen unverändert. Von den 36 Mandataren waren zu Beginn der Periode lediglich sieben weibliche Abgeordnete. Während das Geschlechterverhältnis bei den Grünen ausgeglichen war, betrug die Frauenquote zu Beginn der Periode bei SPÖ und BZÖ rund 18 % und bei der ÖVP rund 17 %.

## Funktionen

### Landtagspräsidenten
Zum ersten Landtagspräsident wurde in der ersten Landtagssitzung erneut der BZÖ-Abgeordnete Josef Lobnig gewählt. Zum neuen 2. Landtagspräsidenten wurde Rudolf Schober (SPÖ) gekürt, nachdem der ehemalige 2. Landtagspräsident Hans Ferlitsch bei der Landtagswahl nicht mehr angetreten war. 3. Landtagspräsident wurde Johann Gallo (BZÖ), der das Amt anstatt des ebenfalls nicht mehr angetretenen Martin Strutz übernahm.

### Klubobleute
Zum Klubobmann des „Freiheitlichen BZÖ-Landtagsklub in Kärnten“ wählten die BZÖ-Abgeordneten Kurt Scheuch, als Stellvertreter fungiert Gernot Darmann. Nach dem Wechsel von Scheuch in die Landesregierung stieg Darmann 2012 zum Klubobmann auf, während Harald Trettenbrein zum stellvertretenden Klubobmann aufstieg. Dem „Klub der Sozialdemokratischen Abgeordneten des Kärntner Landtages – SPÖ-Klub“ stand zunächst Herwig Seiser als Klubobmann vor. Nachdem Reinhart Rohr im April 2010 aus der Landesregierung ausgeschieden und in den Landtag zurückgekehrt war, übernahm er die Agenden des Klubobmanns von Seiser. Stellvertretender Klubobmann ist seit der Wahl 2009 Jakob Strauss gewählt. Klubobmann des „Klubs der ÖVP-Abgeordneten im Kärntner Landtag“ war zunächst wie bereits in der Abgelaufenen Periode Stephan Michael Tauschitz. Er wurde jedoch im Zuge der Causa Birnbacher im August 2012 abgelöst, woraufhin Ferdinand Hueter vom Amt des stellvertretenden Klubobmanns zum Klubobmann aufrückte. Das Amt des stellvertretenden Klubobmanns hatte Hueter wiederum von Robert Lutschounig übernommen, der 2009 aus dem Landtag ausgeschieden war. Da die Grünen mit zwei Mandataren keinen Klubstatus erreichten, gibt es keinen Klubobmann der „Interessensgemeinschaft der Grünen im Kärntner Landtag“.

### Landtagsabgeordnete
| Name                  | Fraktion | Anmerkung |
| --------------------- | -------- | --- |
| Adlassnig Annemarie   | ÖVP      | am 31. März 2009 durch Mandatsverzicht eines Regierungsmitglied nachgerückt                                                                                                  |
| Anton Hannes          | FPK      | |
| Arztmann Jutta        | FPK      | |
| Astner Siegmund       | SPÖ      | |
| Auer Arnold           | SPÖ      | bis 1. Oktober 2009 |
| Cernic Nicole         | SPÖ      | |
| Darmann Gernot        | FPK      | |
| Dobernig Harald       | FPK      | Mandatsverzicht am 31. März 2009 nach Wahl in die Landesregierung |
| Dörfler Gerhard       | FPK      | Mandatsverzicht am 31. März 2009 nach Wahl in die Landesregierung |
| Ebner Manfred         | SPÖ      | am 31. März 2009 durch Mandatsverzicht von Reinhart Rohr nachgerückt, nach dessen Rückkehr in den Landtag rückte er am 12. April 2010 auf das Mandat von Beate Prettner nach |
| Gallo Johann          | FPK      | |
| Grebenjak Gerald      | FPK      | am 31. März 2009 durch Mandatsverzicht eines Regierungsmitglied nachgerückt, wechselte am 14. April 2011 auf das Mandat von Manfred Stromberger                              |
| Gritsch Bernhard      | FPK      | |
| Haas Helmut           | FPK      | |
| Holub Rolf            | GRÜNE    | |
| Hueter Ferdinand      | ÖVP      | |
| Jantschgi Hermann     | FPK      | am 7. August 2012 für Kurt Scheuch angelobt |
| Kaiser Peter          | SPÖ      | Mandatsverzicht am 31. März 2009 nach Wahl in die Landesregierung |
| Köchl Klaus           | SPÖ      | |
| Leikam Günter         | SPÖ      | am 7. Juli 2011 als Nachfolger von Hans-Peter Schlagholz angelobt |
| Lesjak Barbara        | GRÜNE    | |
| Lobnig Josef          | FPK      | |
| Lutschounig Robert    | ÖVP      | bis 1. Oktober 2009 |
| Mandl Franz           | FPK      | |
| Martinz Josef         | ÖVP      | Mandatsverzicht am 31. März 2009 nach Wahl in die Landesregierung |
| Obex-Mischitz Ines    | SPÖ      | ab 1. Oktober 2009 für Arnold Auer angelobt |
| Poglitsch Christian   | ÖVP      | |
| Prettner Beate        | SPÖ      | am 12. April 2010 Wahl in die Landesregierung |
| Ragger Christian      | FPK      | Mandatsverzicht am 31. März 2009 nach Wahl in die Landesregierung |
| Rohr Reinhart         | SPÖ      | Mandatsverzicht am 31. März 2009 nach Wahl in die Landesregierung, am 12. April 2010 Rückkehr in den Landtag                                                                 |
| Rossmann Mares        | FPK      | am 31. März 2009 durch Mandatsverzicht eines Regierungsmitglied nachgerückt                                                                                                  |
| Scheuch Kurt          | FPK      | Mandatsverzicht in der Sitzung am 7. August 2012 nach Wahl in die Landesregierung                                                                                            |
| Scheuch Uwe           | FPK      | Mandatsverzicht am 31. März 2009 nach Wahl in die Landesregierung |
| Schlagholz Hans-Peter | SPÖ      | Mandatsverzicht in der Sitzung am 7. Juli 2011 verkündet |
| Schober Rudolf        | SPÖ      | am 31. März 2009 durch Mandatsverzicht eines Regierungsmitglied nachgerückt                                                                                                  |
| Schöffmann Claudia    | ÖVP      | am 1. Oktober 2009 für Robert Lutschounig angelobt |
| Seiser Herwig         | SPÖ      | |
| Stark Adolf           | FPK      | |
| Strauss Jakob         | SPÖ      | |
| Stromberger Manfred   | FPK      | am 31. März 2009 durch Mandatsverzicht eines Regierungsmitglied nachgerückt, Mandatsverzicht in der Sitzung am 14. April 2011 verkündet                                      |
| Suntinger Peter       | FPK      | am 31. März 2009 durch Mandatsverzicht eines Regierungsmitglied nachgerückt                                                                                                  |
| Tauschitz Stephan M.  | ÖVP      | |
| Tiefnig Alfred        | SPÖ      | |
| Trettenbrein Harald   | FPK      | |
| Warmuth Wilma         | FPK      | |
| Wieser Franz          | ÖVP      | |
| Zellot Roland         | FPK      | |
| Zwanziger Peter       | FPK      | am 14. April 2011 auf das ursprüngliche Mandat von Gerald Grebenjak angelobt.                                                                                                |